# Province marittime
Le Province marittime (in inglese: Maritime provinces, o semplicemente The Maritimes; in francese Provinces maritimes), sono una regione orientale del Canada sulla costa atlantica, composto dalle tre province del Nuovo Brunswick, Nuova Scozia ed Isola del Principe Edoardo. Si affacciano sull'Oceano Atlantico e sono comprese tra il Golfo del Maine e il Golfo di San Lorenzo. La regione si trova a nord-est del New England, a sud-est della Penisola Gaspé in Quebec e a sud-ovest dell'isola di Terranova.
La provincia di Terranova e Labrador è spesso erroneamente identificata come facente parte delle Provincie marittime, dato che si trova sulla costa atlantica. In realtà essa, assieme alle Maritimes, forma la regione del Canada atlantico. Il Golfo di San Lorenzo separa fisicamente questa provincia dalle Maritimes e possiede anche una storia molto diversa, se si pensa che il Dominion di Terranova aderì ottanta anni più tardi alla confederazione del Canada rispetto alle tre province marittime. Le quattro province del Canada Atlantico, in combinazione con le due province del Canada centrale (Ontario e Quebec), sono talvolta denominate Canada orientale.
Si è parlato di un'unione delle tre province marittime per avere un peso maggiore. Comunque le prime discussioni su questo argomento, nel 1864 alla conferenza di Charlottetown, portarono al processo di creazione della Confederazione canadese.

## Etimologia

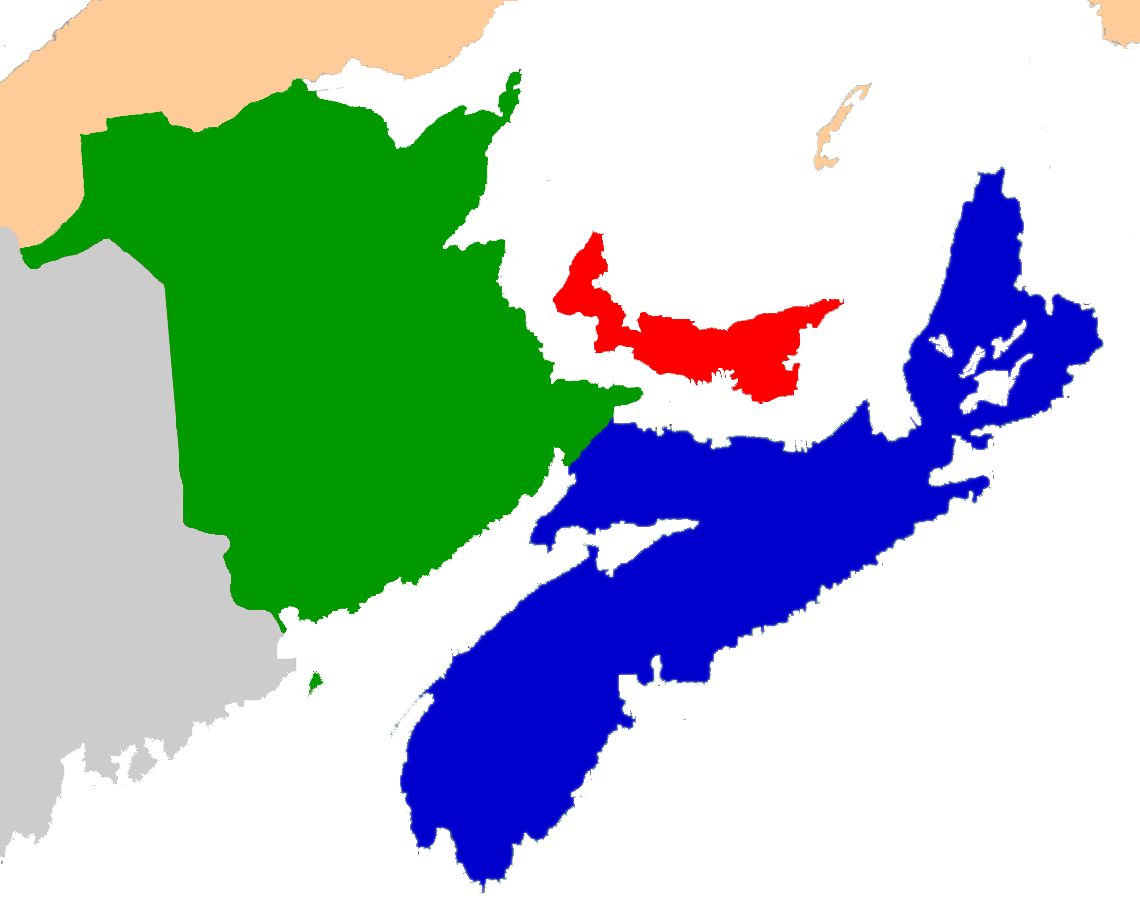
Le Province marittime: il Nuovo Brunswick (evidenziato in verde), la Nuova Scozia (evidenziata in blu) ed infine l'Isola del Principe Edoardo (evidenziata in rosso).

La parola marittima è un aggettivo che significa "del mare", pertanto qualsiasi terra associata al mare può essere considerata uno stato marittimo o una provincia marittima. Il termine "Maritimes" è storicamente associato alle province del Nuovo Brunswick, Nova Scozia e Isola del Principe Edoardo, tutte confinanti con l'oceano Atlantico. In altre province ad eccezione di Terranova e Labrador nell'oceano Atlantico e della Columbia Britannica nell'oceano Pacifico, gli insediamenti umani sono sparsi lungo il mare. La baia di Hudson trovandosi a nord e avendo un clima particolarmente rigido, la maggior parte delle popolazioni dell'Ontario, Quebec e del Manitoba risiedono nell'entroterra.

## Storia
In epoca preistorica, le Province marittime si formarono dopo che i ghiacciai settentrionali si ritirarono, alla fine della glaciazione Wisconsin risalente a oltre 10.000 anni fa; gli insediamenti umani delle Prime Nazioni si svilupparono nelle Province marittime grazie ai Paleoamericani, durante il Primo periodo, il quale terminò circa 6000 anni fa.